# آمریکای میانه

مکان آمریکای میانه در قارهٔ آمریکا

آمریکای میانه (انگلیسی: Mesoamerica)، (اسپانیایی: Mesoamérica) یک منطقه و دورهٔ فرهنگی در قارهٔ آمریکا است، این مکان تقریباً مکزیک مرکزی، بلیز، گواتمالا، السالوادور، هندوراس، نیکاراگوئه و کاستاریکا را در بر میگیرد. در این مکان تعداد زیادی از فرهنگ‌های پیشاکلمبی پیش از اینکه اسپانیایی‌ها به این مکان برسند، وجود داشتند.
از نظر فرهنگی، دوران مزوی آمریکایی بعد از دوران پالئوی آمریکایی (Paleoamericans) به وجود آمده که ۷-۵۰۰۰ سال قبل از میلاد مسیح بوده‌است. در این دوران نشانه‌های زندگی ثابت و یکجا نشینی بروز و ظهور داشته‌است.

## نگارخانه

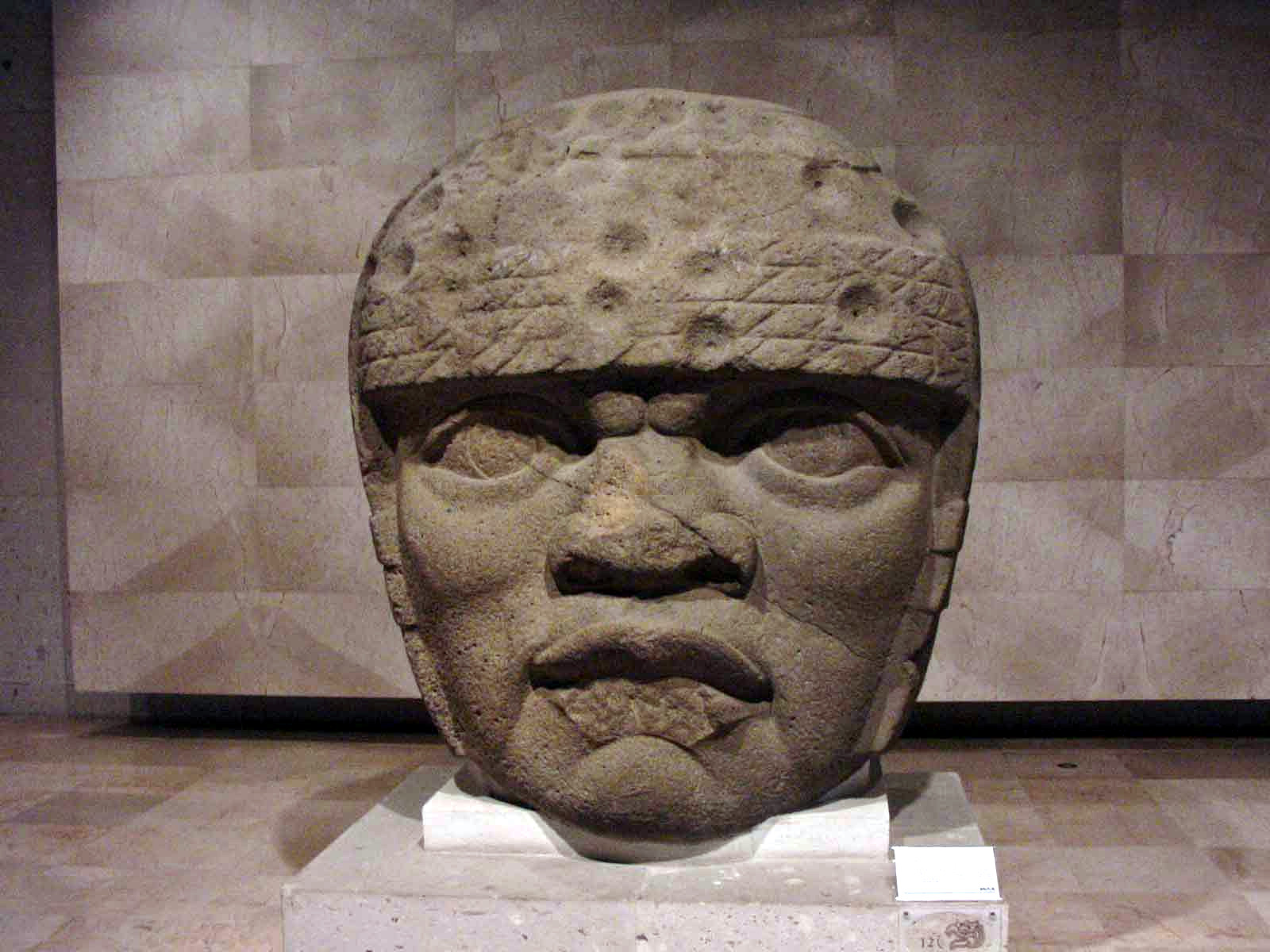
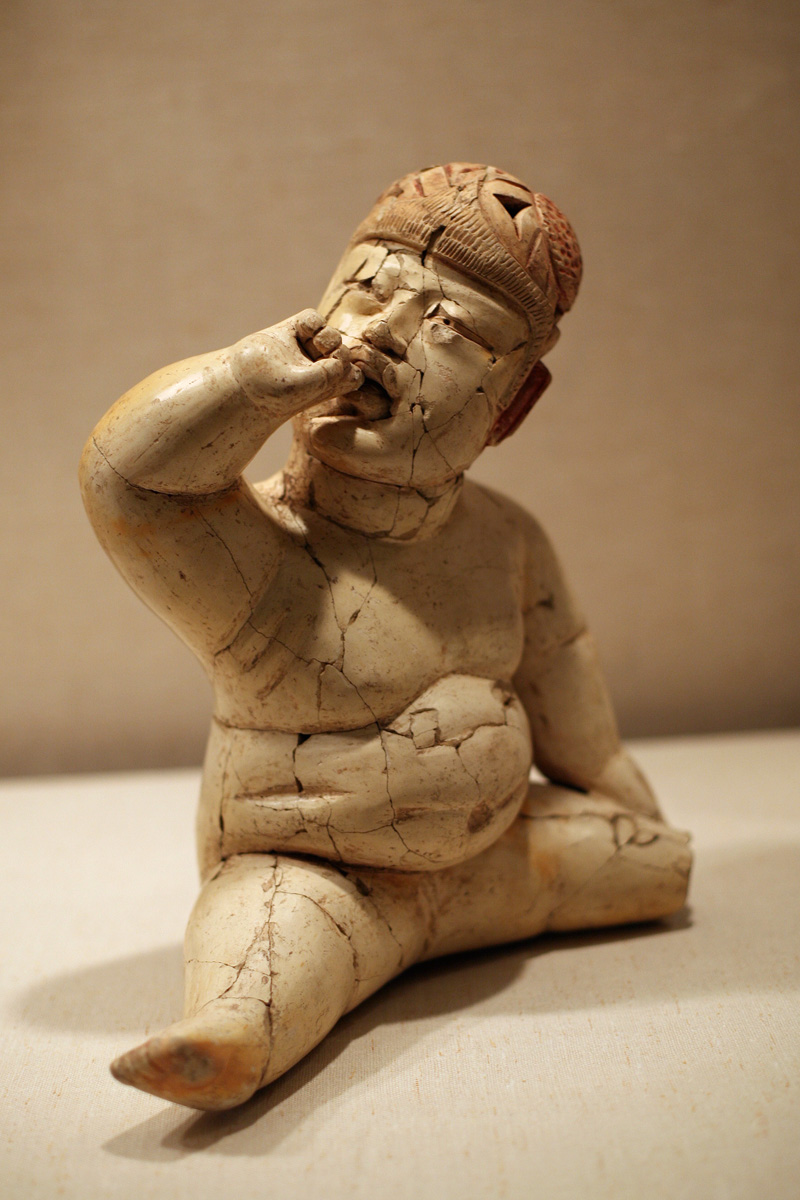
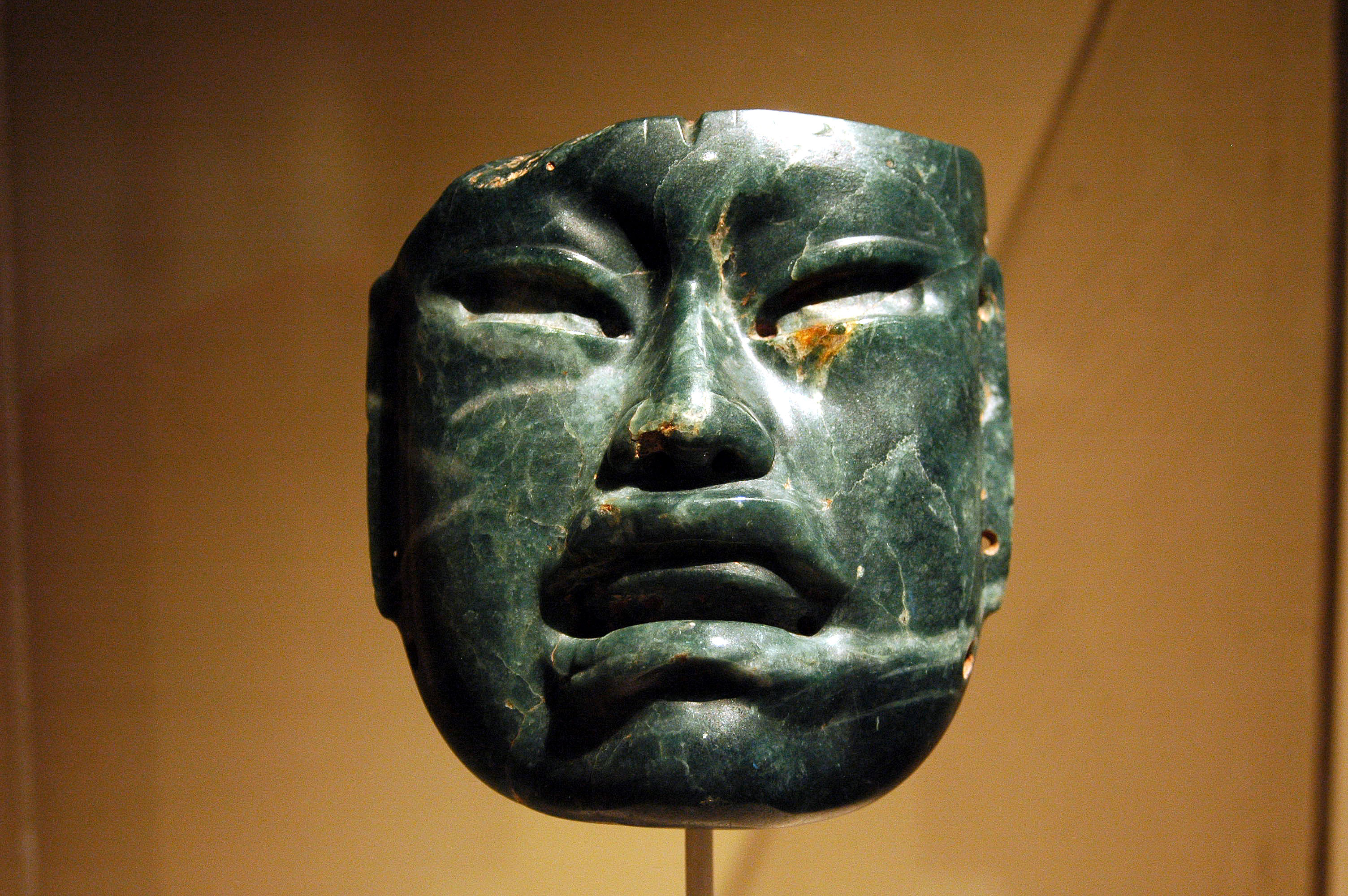
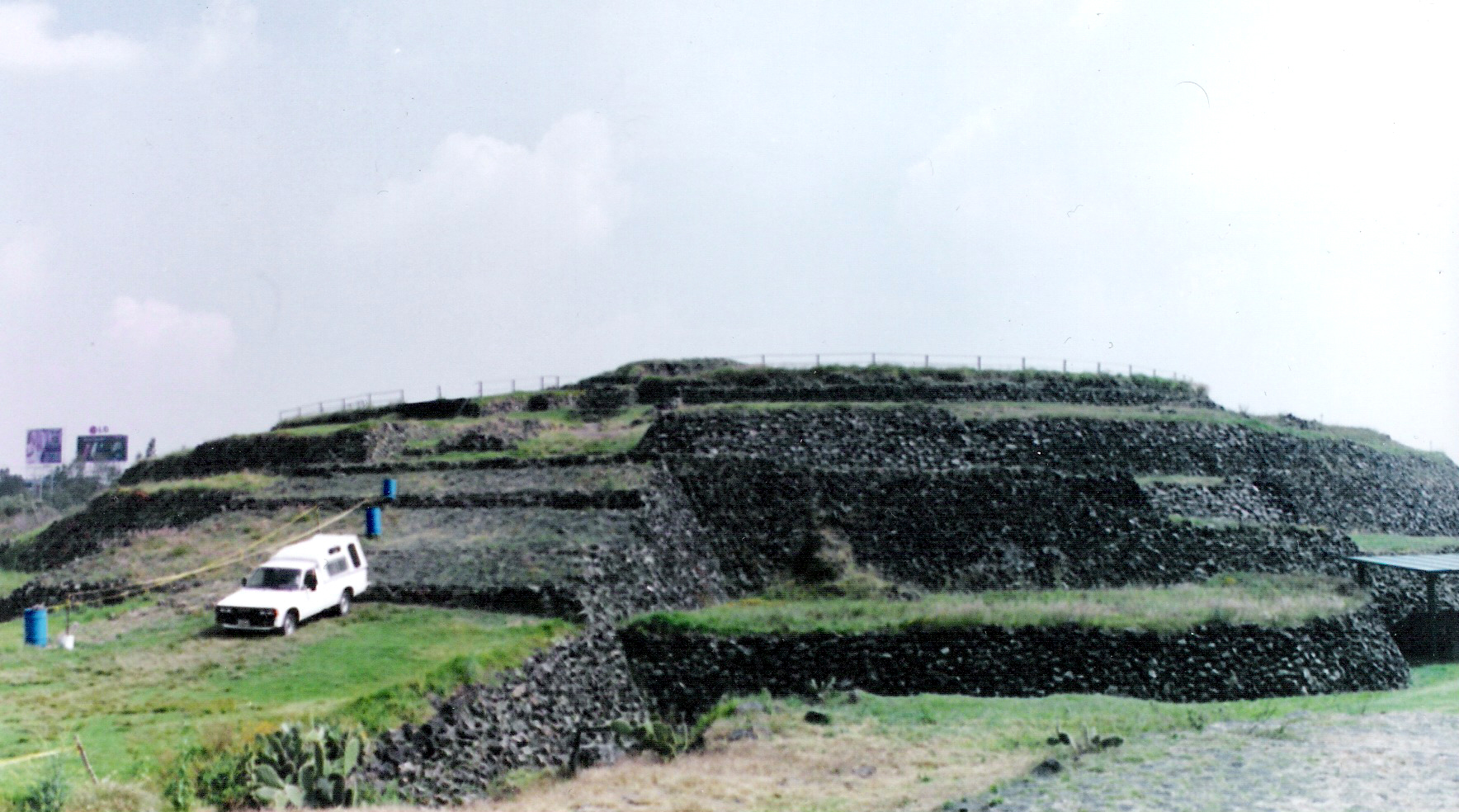
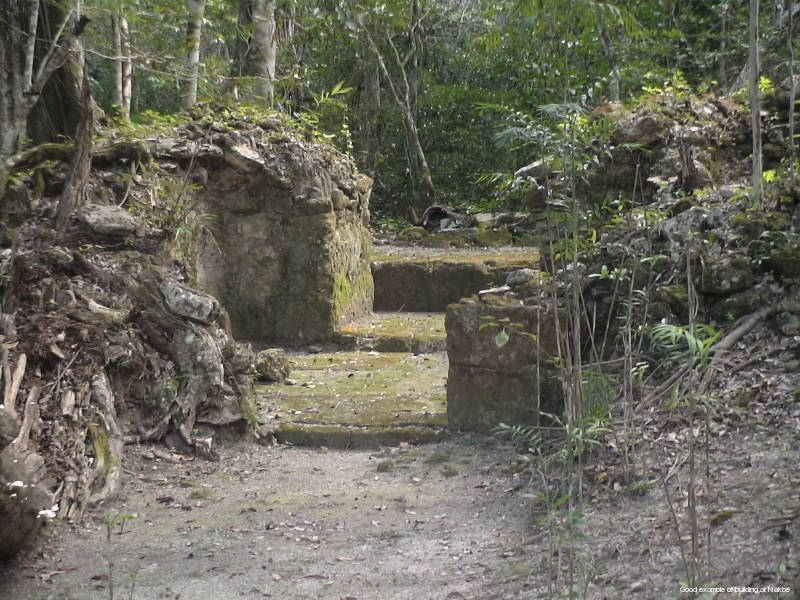
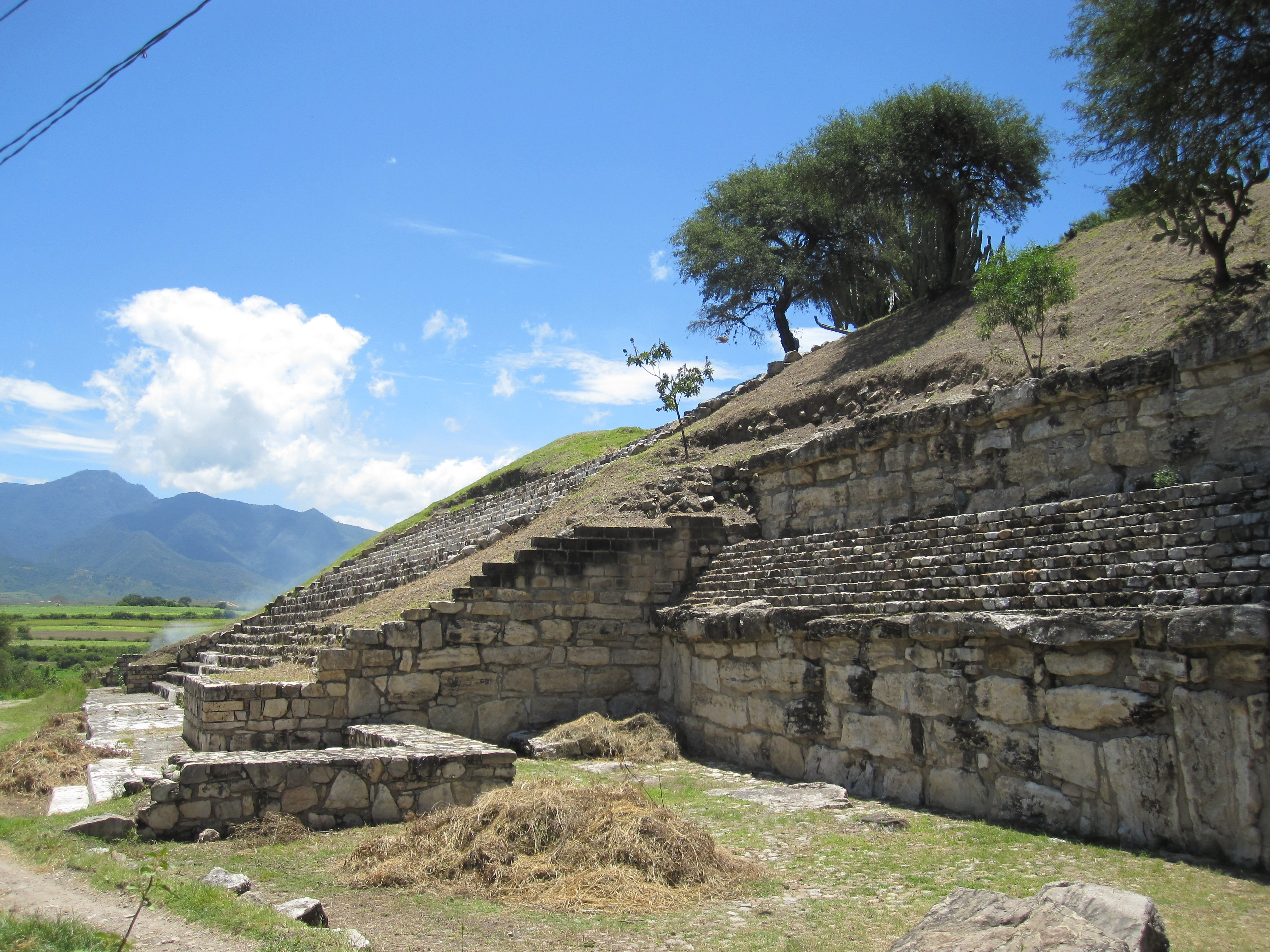
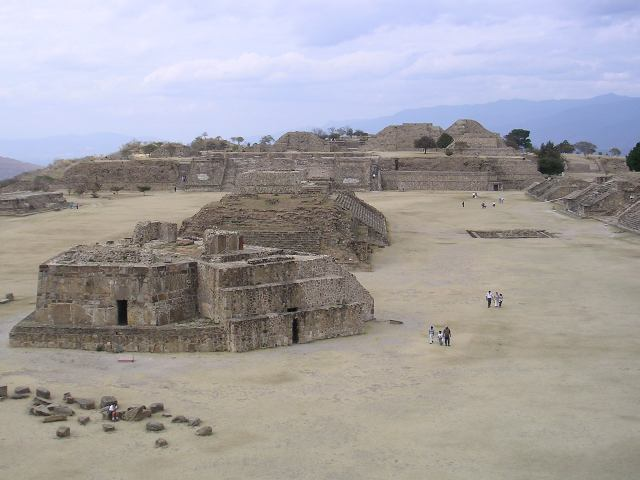